# Villa Vicentina
Villa Vicentina est une commune italienne d'environ 1 400 habitants, située dans la province d'Udine, dans la région Frioul-Vénétie Julienne, en Italie nord-orientale.

## Administration
| Période                                  | Période | Identité | Étiquette | Qualité |
| ---------------------------------------- | ------- | -------- | --------- | ------- |
|                                          |         |          |           |         |
| Les données manquantes sont à compléter. |         |          |           |         |

### Hameaux
Borgo Pacco, Borgo Sandrigo, Borgo Malborghetto, Capo di Sopra, Borgo Candelettis

### Communes limitrophes
Aquilée, Cervignano del Friuli, Fiumicello, Ruda, Terzo d'Aquileia